# 魔球團
《魔球團》為韓國MBC自2017年6月18日起播出的綜藝節目，節目以棒球為主題，邀請明星一同參與棒球練習與活動。

## 各集內容
| 集數 | 播放日期      | 嘉賓 | 訓練地點               | 挑戰目標                     |
| ---- | ------------- | --- | ---------------------- | ---------------------------- |
| 1    | 2017年6月18日 | 普美（Apink） 鄭珉哲（摩球團第一代教練） 崔中炫（慶熙大學棒球隊投手） 金萬泰（棒球小技巧主持） 羅時中（韓國女子棒球國家隊投手） | 慶熙大學棒球部訓練場地 | 普美挑戰投出時速100 km/h的球 |
| 2    | 2017年6月25日 | 普美（Apink） 鄭珉哲（摩球團第一代教練） 崔中炫（慶熙大學棒球隊投手） 金萬泰（棒球小技巧主持） 羅時中（韓國女子棒球國家隊投手） | 慶熙大學棒球部訓練場地 | 普美挑戰投出時速100 km/h的球 |
| 3    | 2017年7月2日  | 普美（Apink） 鄭珉哲（摩球團第一代教練） 崔中炫（慶熙大學棒球隊投手） 金萬泰（棒球小技巧主持） 羅時中（韓國女子棒球國家隊投手） | 慶熙大學棒球部訓練場地 | 普美挑戰投出時速100 km/h的球 |
| 4    | 2017年7月9日  | 普美（Apink） 鄭珉哲（摩球團第一代教練） 崔中炫（慶熙大學棒球隊投手） 金萬泰（棒球小技巧主持） 羅時中（韓國女子棒球國家隊投手） | 慶熙大學棒球部訓練場地 | 普美挑戰投出時速100 km/h的球 |
| 5    | 2017年7月16日 | 普美（Apink） 鄭珉哲（摩球團第一代教練） 崔中炫（慶熙大學棒球隊投手） 金萬泰（棒球小技巧主持） 羅時中（韓國女子棒球國家隊投手） | 慶熙大學棒球部訓練場地 | 普美挑戰投出時速100 km/h的球 |
| 6    | 2017年7月23日 | 慧潾（EXID） |                        |                              |

## 備註與參考資料

### 備註
1. ↑  本集播出前（2017年6月20日），普美已經站上韓國職棒投手丘開球（LG對三星，邀請普美開球的是LG球團），投出時速72 km/h。
2017年5月10日的開球則是投出時速86 km/h。